# Capnoides sempervirens
Capnoides sempervirens là một loài thực vật có hoa trong họ Anh túc. Loài này được (L.) Borkh. mô tả khoa học đầu tiên năm 1797.

## Hình ảnh

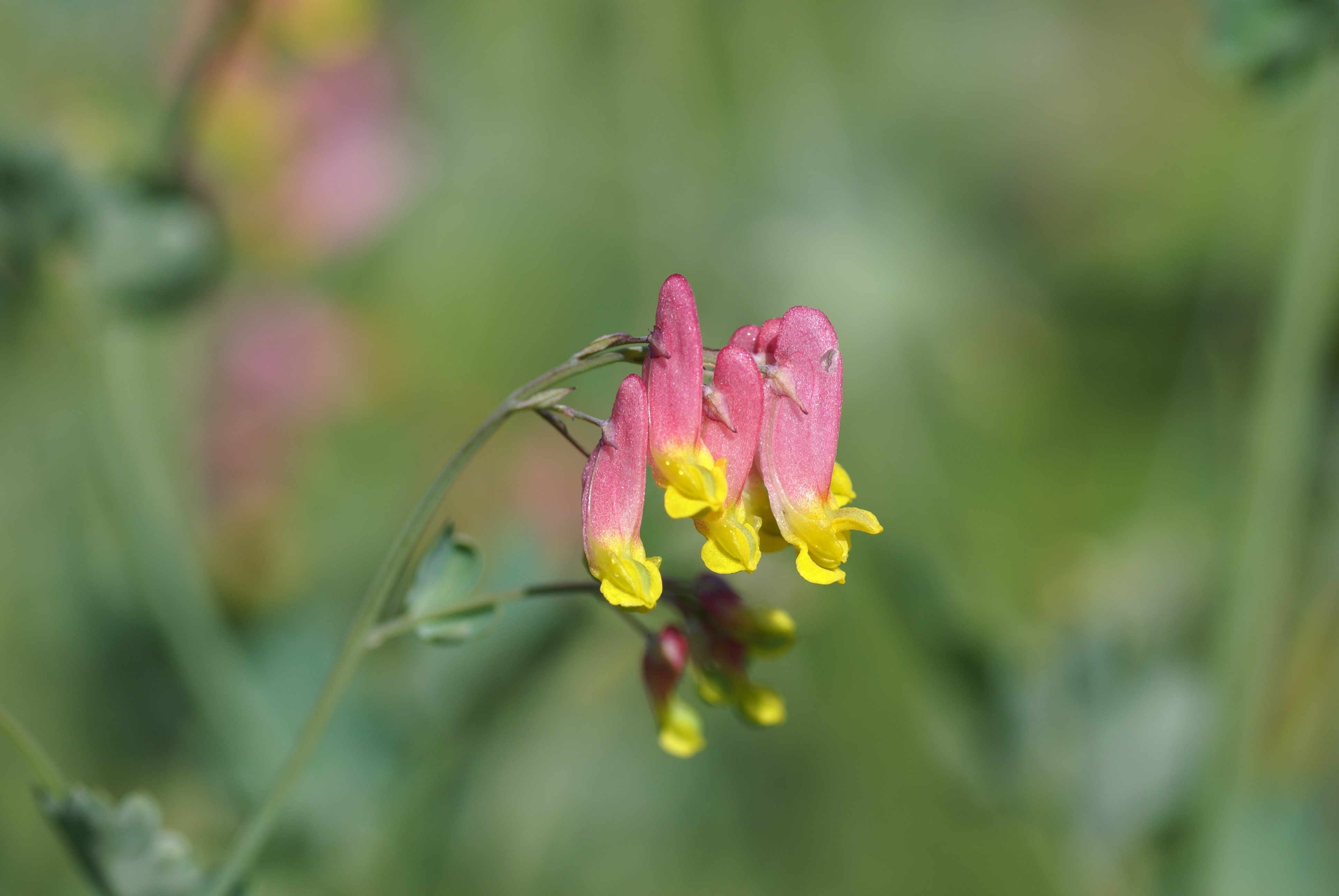
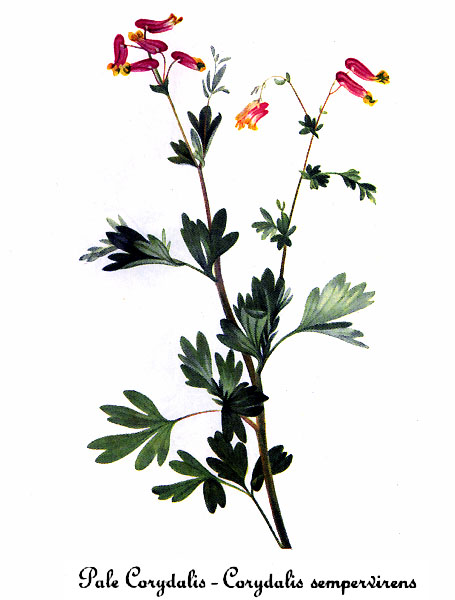
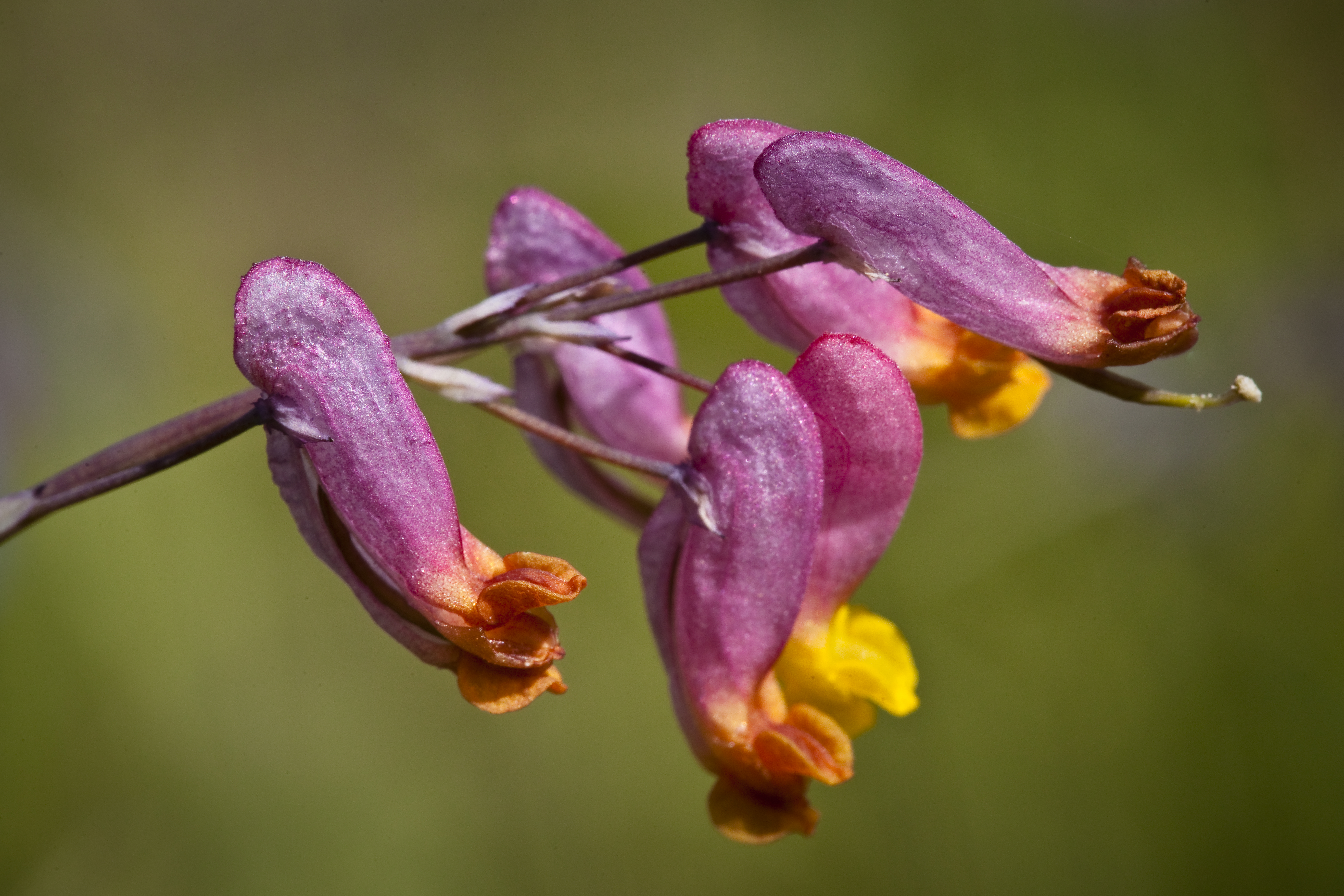
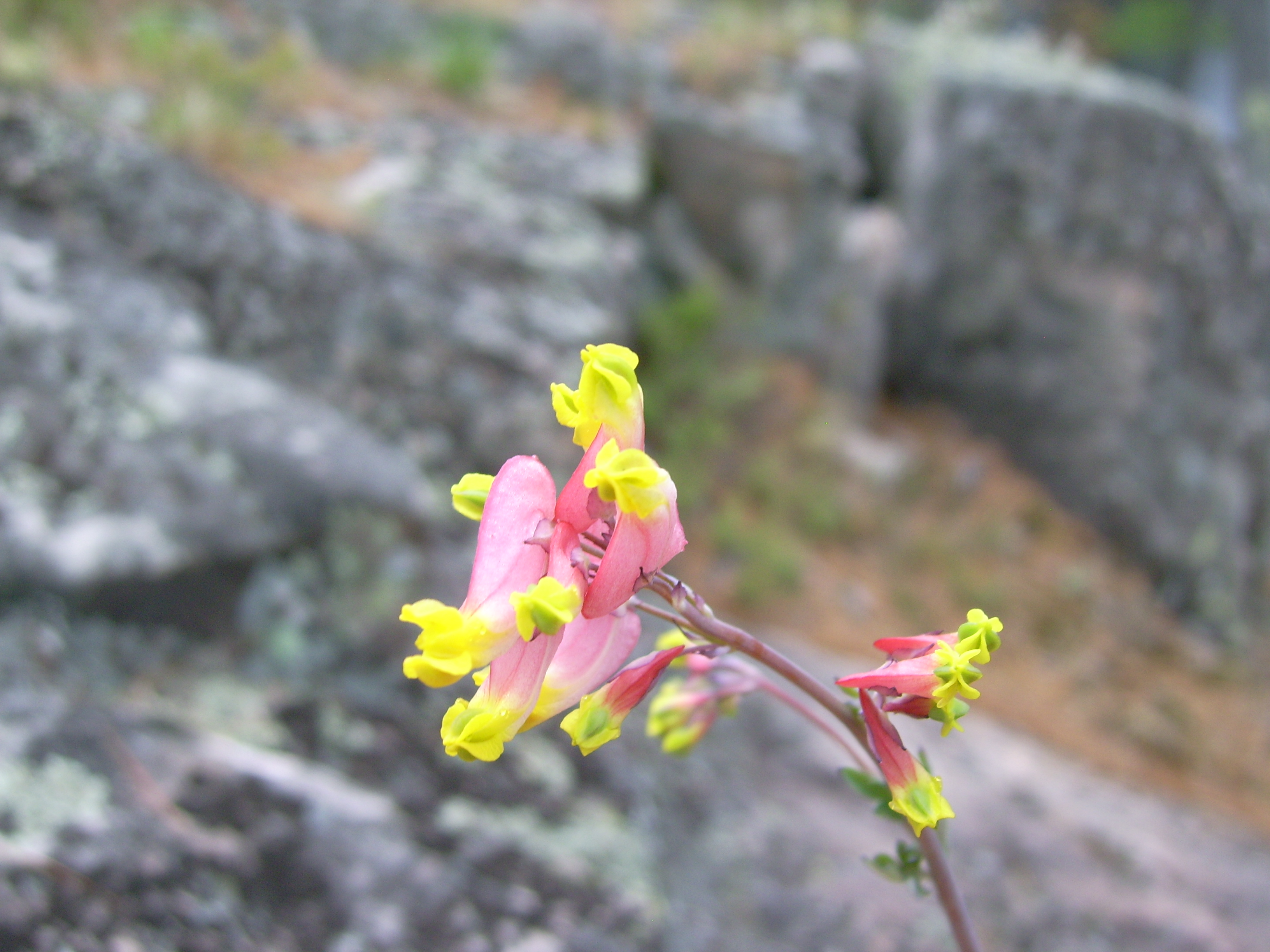